# Bongani Khumalo
Bongani Sandile Khumalo (Manzini, Suazilandia, 26 de enero de 1987) es un exfutbolista suazi, aunque también tiene nacionalidad sudafricana. Jugaba de defensa y su último equipo fue el SuperSport United de la Premier Soccer League. Además, fue internacional con la selección de fútbol de Sudáfrica.

## Trayectoria
Bongani Khumalo nació en Suazilandia, aunque cuando solo tenía dos años su familia emigró a Sudáfrica; es por esto que tiene doble nacionalidad.
Empezó jugando al fútbol en las categorías inferiores del Arcadia Shepherds, en la posición de defensa central. En 2005 ficha por el Pretoria University.
En 2007 firma un contrato con el Supersport United, con el que debuta en la Premier Soccer League. Con este club gana el título de Liga en su primera temporada (2007-08). En la siguiente (2008-09) el equipo repite trofeo y Bongani Khumalo es elegido Mejor jugador joven de la temporada. Llegó a ser nombrado como capitán del equipo. El 26 de octubre de 2010, se confirmó que el Tottenham Hotspur de Inglaterra llegó a un acuerdo con el United para llevarse a Khumalo en enero de 2011.
El pase de Khumalo a los Spurs se confirmó el 7 de enero de 2011. Sin haber debutad en la Premier League, el 24 de marzo fue prestado al Preston North End de la Football League Championship. Debutó con este equipo el 2 de abril de 2011 en la victoria de 2–1 sobre el Swansea.
El 25 de julio, Khumalo firmó por el Reading. Durante el préstamo, Khumalo llevó la dorsal #26. En enero de 2012 regresa a Tottenham.

## Selección nacional
Ha sido internacional con la Selección de fútbol de Sudáfrica en 22 ocasiones y ha anotado 1 gol hasta el 21 de junio de 2011. Su debut con la camiseta nacional se produjo el 11 de marzo de 2008 en un partido contra Zimbabue (2-1).
Fue convocado para la Copa FIFA Confederaciones 2009, aunque el entrenador no le dio la oportunidad de debutar en ese torneo. Sin embargo, si participó en la Copa Mundial de Fútbol de 2010, realizada en su país, en la cual llegó a marcarle a Francia su único tanto hasta el momento.

### Participaciones en Copas del Mundo
| Mundial                        | Sede      | Resultado    | Partidos | Goles |
| ------------------------------ | --------- | ------------ | -------- | ----- |
| Copa Mundial de Fútbol de 2010 | Sudáfrica | Primera fase | 3        | 1     |

### Participaciones en Copas Confederaciones
| Copa                           | Sede      | Resultado    | Partidos | Goles |
| ------------------------------ | --------- | ------------ | -------- | ----- |
| Copa FIFA Confederaciones 2009 | Sudáfrica | Cuarto lugar | 0        | 0     |

## Clubes
| Club                | País       | Año         |
| ------------------- | ---------- | ----------- |
| Pretoria University | Sudáfrica  | 2005 - 2007 |
| Supersport United   | Sudáfrica  | 2007 - 2010 |
| Tottenham Hotspur   | Inglaterra | 2011        |
| Preston North End   | Inglaterra | 2011        |
| Reading FC          | Inglaterra | 2011        |
| Tottenham Hotspur   | Inglaterra | 2011 - 2012 |
| PAOK FC             | Grecia     | 2012 - 2013 |
| Doncaster Rovers    | Inglaterra | 2013 - 2014 |
| Colchester United   | Inglaterra | 2015        |
| SuperSport United   | Sudáfrica  | 2015        |
| Bidvest Wits        | Sudáfrica  | 2016 - 2018 |
| SuperSport United   | Sudáfrica  | 2018 - 2021 |

## Palmarés

### Campeonatos nacionales
| Título                | Club              | País       | Año  |
| --------------------- | ----------------- | ---------- | ---- |
| Premier Soccer League | Supersport United | Sudáfrica  | 2008 |
| Premier Soccer League | Supersport United | Sudáfrica  | 2009 |
| Premier Soccer League | Supersport United | Sudáfrica  | 2010 |
| Championship          | Reading FC        | Inglaterra | 2012 |
| Premier Soccer League | Bidvest Wits      | Sudáfrica  | 2017 |
| Telkom Knockout       | Bidvest Wits      | Sudáfrica  | 2017 |

### Distinciones individuales
| Distinción                          | Año  |
| ----------------------------------- | ---- |
| Mejor jugador joven de la temporada | 2009 |